# ピーター・キャメロン
ピーター・キャメロン（Peter Cameron 1959年11月29日 - ）は、アメリカの作家。 

## 経歴
（https://www.shinchosha.co.jp/writer/3869/）
ニュージャージー州Pompton Plains生まれ。少年時代をイギリスで過ごす。
ハミルトン・カレッジ卒業。1986年、短篇小説集『ママがプールを洗う日』でデビューし、高い評価を得る。
長篇小説に『うるう年の恋人たち』『ウィークエンド』。
2002年刊行の『最終目的地』はＰＥＮ／フォークナー賞およびロサンゼルス・タイムズ文学賞の最終候補になったほか、ジェイムズ・アイヴォリー監督によって映画化されている。

## 邦訳作品
- 『ママがプールを洗う日』山際淳司 訳、筑摩書房、1988年3月
- 『うるう年の恋人たち』山際淳司訳、筑摩書房、1992年11月
- 『ウィークエンド』山際淳司訳、筑摩書房、1996年6月
- 『最終目的地』岩本正恵 訳、新潮社、新潮クレスト・ブックス、2009年4月

## 作品

### 長編
- Leap Year (1990)
- The Weekend (1994)
- Andorra (1997)
- The City of Your Final Destination (2002)
- Someday This Pain Will Be Useful to You (2007)
- Coral Glynn (2012)
- What Happens at Night (2020)

### 短編集
- One Way or Another (1986)
- Far-flung (1991)
- The Half You Don't Know (1997)